# Ich hatte viel Bekümmernis
Ich hatte viel Bekümmernis (BWV 21) is een religieuze cantate van Johann Sebastian Bach.

## Programma
Deze elfdelige cantate is formeel bedoeld voor de 3e zondag na Trinitatis. De cantatetekst sluit echter niet geheel aan op de voorgeschreven lezingen van deze kerkelijke zondag, wat gelet op de liturgisch-muzikale functie van kerkcantates opmerkelijk is. Cantates op Bijbelse en meer vrije religieuze teksten (waaronder aria's) zoals ook Bach die componeerde, hadden een ondersteunende functie tijdens Luthers-protestantse kerkdiensten. Kunstzinnige verklankingen van of vanuit de vaste Bijbellezingen voor elke zondag of kerkelijke feestdag - die tijdens kerkdiensten werden uitgesproken (of meestal uitgezongen, op een toon) om vervolgens uitgelegd te worden door Lutherse predikanten - beoogden de uitwerking ervan op kerkgangers/gelovigen te versterken. De kalender van het kerkelijk jaar begint met de eerste Adventszondag en eindigt op de 27ste zondag na Trinitatis, de laatste zondag voor Advent. Een aantekening van Bach op de omslag van de speel- en zangpartijen (een originele partituur is niet overgeleverd) 'per ogni tempore' m.a.w. voor alle tijden in het kerkelijke jaar, komt dichter in de buurt van wat hoogstwaarschijnlijk de aanleiding tot Bachs componeren van Ich hatte viel Bekümmernis is geweest.
De eerste uitvoering ervan vond plaats op zondag 17 juni 1714 in het stadskasteel van Weimar, niet lang na Bachs benoeming tot hofconcertmeester aldaar wat o.a. inhield dat hij verplicht was om een keer per maand met een zelfgemaakte kerkcantate op de proppen te komen en die op de betreffende zondag te dirigeren in de hofkerk van het hertogelijke stadskasteel, de 'Himmelsburg'.
De kerkdienst op deze derde zondag na Trinitatis heeft vooral in het teken gestaan van het naderende vertrek van Bachs vorstelijke co-opdrachtgever en muziekleerling, de jonge maar ernstig zieke prins Johann Ernst van Saksen-Weimar die naar het kuuroord Bad Schwalbach zou vertrekken. Deze reis zou echter pas op 4 juli begonnen kunnen worden. In het hierop volgende jaar stierf de jonge, muzikaal-talentvolle vorst in Frankfurt a.d. Oder.
Andere uitvoeringen onder Bachs leiding: in Köthen (in/voor 1720), in Hamburg (op [16?] november 1720) en in Leipzig (op 13 juni 1723 tijdens Bachs eerste optreden als nieuwe Thomascantor) alsook later nog in en buiten Leipzig.
De cantate wordt gerekend tot de eerste cantatejaargang. Zie ook de cantatekalender. Met een gemiddelde uitvoeringsduur van 40 'oratoriumachtige' minuten staat Ich hatte viel Bekümmernis in een vrij groot contrast tot andere cantates van Bachs hand die uit dezelfde periode dateren. 
Bach beschouwde lange tijd en hanteerde de compositie als zodanig - het was het langstdurende werk van wat hij tot dan toe had gecomponeerd - als het meest representatieve specimen van zijn componeerkunst op dit terrein.
De tekst van de cantate - waarschijnlijk van de hand van hofdichter Salomo Franck - heeft geen verband met de vaste evangelielezing van de betreffende zondag, wel met de voorgeschreven epistellezing:
- Epistellezing uit 1 Petrus 5, 6-11 (de God van alle genade, die u geroepen heeft tot zijn eeuwige heerlijkheid in Christus, zal u na een korte tijd van lijden zelf toerusten, bevestigen, sterken en grondvesten. Hem zij de kracht in alle eeuwigheid! Amen)
- Lezing uit Lucas 15, 1-10 (Zo zeg ik u, geschiedt er vreugde voor het aanschijn van Gods engelen over één zondaar die tot omkeer komt); over het verdwaalde schaap als metafoor voor de bekommerde en verloren mens.

De grondslag van de elfdelige cantate was een driedelig rouwmotet dat in omgewerkte vorm (de cantateonderdelen 2, 6 en 9) bewaard bleef. Het motet ging op 8 oktober 1713 in de Stadtkirche van Weimar in première tijdens een herdenkingsdienst van de in september overleden Aemilia Maria Harress, telg van een voorname en politiek-belangrijke Weimarer burgerfamile. Tijdens deze bijzondere gebeurtenis hield de Weimarer hoofdhofpredikant Johann Georg Lairitz een prediking gebaseerd op Psalm 94,19: 'Ich hatte viel Bekümmernis'.

## Tekst
De opbouw van de cantate is als volgt:
- Eerste deel
  - 1. Sinfonia (naar het middendeel van een verloren gegane triosonate voor hobo, viool en basso continuo)
  - 2. Koor: "Ich hatte viel Bekümmernis" (naar een rouwmotet uit 1713)
  - 3. Aria (sopraan): "Seufzer, Tränen, Kummer, Not"
  - 4. Recitatief (sopraan): "Wie hast du dich, mein Gott"
  - 5. Aria (sopraan): "Bäche von gesalzenen Zähren"
  - 6. Koor (met solo sopraan, alt, tenor en bas): "Was betrübst du dich, meine Seele" (naar een rouwmotet uit 1713)
- Tweede deel
  - 7. Recitatief (sopraan, bas): "Ach, Jesu, meine Ruhe"
  - 8. Duet (sopraan, bas): "Komm, mein Jesu"
  - 9. Koor (met solo sopraan, alt, tenor en bas): "Sei nun wieder zufrieden" (naar een verloren gegaan rouwmotet uit 1713)
  - 10. Aria (sopraan): "Erfreue dich, Seele"
  - 11. Koor: "Das Lamm, das erwürget ist" (slotdeel van een onbekende, verloren gegane compositie in grote bezetting)

## Muzikale bezetting
Vier koperblazers en pauken (de oorspronkelijke paukenpartij is verloren gegaan); hobo; viool 1, viool 2, altvioolpartij en basso continuo (voor violoncello, violone, fagot en orgel); in de Leipziger uitvoeringsversie van 1723 voegde Bach koperblazers toe aan deel 9.

## Toelichting
De cantate bestaat uit twee delen: een met de onderdelen 1 t/m 6, het tweede cantatedeel met de onderdelen 7 t/m 11. Het eerste deel is bedoeld vóór de preek, het tweede deel voor daarna. Het verrassende, niet-aangekondigde, aantreden van de Jezusfiguur aan het begin van het tweede cantatedeel duidt erop dat in het slot van de (vooralsnog onbekende) preektekst op zondag 17 juni 1714, de troostende rol van Jezus in tijden van lijden, kommer en nood benadrukt werd.
Het woord "Seele" komt geregeld voor in deze cantate. In Bachs tijd is de ziel meer dan het huidige begrip psyche, namelijk het symbool van de mens in de kern van zijn bestaan, waar de wezenlijke emoties huizen van angst en vertrouwen, wanhoop en hoop, geloof en ongeloof.
Het afsluitende cantatedeel - afkomstig van een verloren gegane andere compositie in grote bezetting van Bach - bevat geen koraal maar is een indrukwekkend slotkoor in C grote terts. In de begeleiding wedijveren de groepen pauken en trompetten met de hobo's en strijkers in vrolijkheid. Alle stemmen (feestelijke trompetten, cimbalen, strijkers, orgel en koor) zetten zich in voor een gejubel en een halleluja van algemene vreugde voor het Lam Gods.
Het voorschrijven van koperblazers en pauken in de orkestbezetting van dit slotdeel (nr. 11) - vorm van muzikaal 'powerplay' - is een duidelijke verwijzing naar de context waarvoor de cantate bedoeld is: die van de Weimarer hofkerk en met name voor de adellijke familie Von Sachsen-Weimar en zijn patriarch, regerend hertog Wilhelm Ernst. Gebruik van dit 'adellijke' instrumentarium buiten hofomstandigheden was, gelet op de conventies van die tijd, vrijwel uitgesloten. 
Dat Bach voor de uitvoering ervan in 1723 in de Thomaskerk in de economisch-welvarende en door burgers bestierde stad Leipzig deze instrumentatie handhaafde en zelfs inlaste in een voorgaand cantateonderdeel (nr. 9), haakt aan bij de vrij zelfbewuste mentaliteit van de Leipzigers en het Leipziger stadsbestuur. Toehoorders bij de eerste cantate-uitvoering in de Thomaskerk - voornamelijk kooplieden, stadsbestuurders en ambtenaren, hoogleraren en studenten aan de plaatselijke universiteit - zullen Bachs 'ondersteunende' geste hiermee ongetwijfeld opgemerkt en gewaardeerd hebben.
Het Leipziger stadsbestuur was immers in een vrijwel permanente 'strijd' gewikkeld, voornamelijk over opgelegde (soms zeer forse) belastingaanslagen, met de Saksische landsregering die in en om het keurvorstelijk-hertogelijke hof in de hoofdstad Dresden was gevestigd.

## Eerste publieke reactie
De Hamburgse musicus, componist, muziektheoreticus en schrijver over muziek Johann Mattheson, die als allereerste in een eigen publicatie gewag maakte van Bach en zijn enorme talenten, was bij de Hamburgse uitvoering van Ich hatte viel Bekümmernis onder Bachs leiding aanwezig. Dit vond vermoedelijk plaats op 16 november 1720 tijdens de zaterdagavondvespers in de Sankt Catharinenkirche. Hij nam met name het aspect-tekstdeclamatie van het openingskoor van de cantate op de korrel. 
Dit deed hij in een publicatie uit 1725 van 'Critica Musica' waarin hij Bachs tekstbehandeling als volgt spottend weergaf: ‘Ich, Ich, Ich hatte viel Bekümmernis, Ich hatte viel Bekümmernis, in meinem Herzen, in meinem Herzen, Ich hatte viel Bekümmernis in meinem Herzen etc.etc. Ich hatte viel Bekümmernis etc. in meinem Herzen etc. Ich hatte viel Bekümmernis etc. in meinem Herzen etc.'
Bach was in november 1720 in Hamburg bij gelegenheid van een uiteindelijk van zijn kant afgeblazen solliciteren naar de vacante functie van organist (en kerkadministrateur [!]) van de Sankt Jacobikirche ter plaatse. Dat hij voor deze gelegenheid uitgerekend met deze cantate op de proppen kwam - waarin het tekstuele zwaartepunt ligt op treurnis en troost - kan niet los worden gezien van de persoonlijk omstandigheid dat Bach, vader van vier jonge kinderen, vier maanden eerder weduwnaar was geworden door het onverwachte overlijden van zijn vrouw Maria Barbara Bach, geboren Bach.
Na afloop van deze vespers in de Sankt Catharinenkirche bespeelde Bach twee uur lang het grote orgel van de kerk waarbij hij o.a. uitgebreid, een half uur lang improviseerde over het Lutherse kerklied 'An Wasser Flüssen Babylons' (psalm 137) in de retorische, 'fantastische' stijl van grote 17de-eeuwse Noord-Duitse organisten zoals Johann Adam Reincken en Dietrich Buxtehude. Bij deze gelegenheid vertolkte hij tevens zijn dramatische Fantasia (uit datzelfde jaar; zijn persoonlijke muzikale reactie op het overlijden van zijn vrouw?) en op een Nederlandse volksliedje gebaseerde Fuga uit circa 1714, beide in g kleine terts (BWV 542).